# Брэгг, Пол
Пол Ча́ппуис Брэгг (англ. Paul Chappuis Bragg; 6 февраля 1895, Бейтсвилл, Индиана — 7 декабря 1976, Майами-Бич, Флорида) — американский писатель, натуропат, деятель альтернативной медицины и движения за здоровое питание, пропагандист здорового образа жизни, бизнесмен и шоумен.
Широкую известность в СССР получил после появления русского перевода его книги «Чудо голодания» (англ. The Miracle of Fasting). Книга в 1970-е годы распространялась в СССР в виде самиздата. В 1990 году книга была выпущена издательством «Молодая гвардия» тиражом 200 000 экземпляров (ISBN 5-235-01521-5).

## Биография
Сам Пол Брэгг утверждал, что родился в 1881 году в округе Фэйрфэкс, штат Виргиния. Однако, согласно документам, которые нашёл его соотечественник Уэйд Фрейжер (Wade Frazier), Пол Брэгг родился 6 февраля 1895 в г. Бэйтсвилль, штат Индиана, вырос в городе Вашингтон (округ Колумбия).
Его родители: Роберт Элтон и Каролина (Чаппуис) Брэгг. У него было два брата: Джеймс Элтон и Джон Гаррисон Брэгг. Его отец работал в Правительственной типографии США.
После окончания средней школы Пол Брэгг поступил на службу в Национальную гвардию, где прослужил 3 года.
В 1915 году в Нью-Йорке Брэгг женился на Ниве Парнин. Затем семья переехала в Индианаполис, где Пол Брэгг стал страховым агентом в респектабельной компании по страхованию жизни Metropolitan Life Insurance Company.
Через несколько лет Пол Брэгг вернулся на Восточное побережье, где работал в разных отделениях Христианского союза молодёжи и разных школьных округах на должностях преподавателя физкультуры или лёгкой атлетики.
В 1921 году Пол Брэгг переехал в Калифорнию со своей семьёй, в которой уже были две дочери: Нива Полина/Полли (1917 г. р.) и Лоррейн Агнес Брэгг (1919 г. р.). Здесь Пол снова устроился на работу в местный Христианский союз молодёжи.
25 марта 1922 года у Пола родился сын — Роберт Элтон.
В 1924 году Пол Брэгг был преподавателем физкультуры в средней школе в Редондо-Бич (Калифорния).
Примерно в 1926 году Пол Брэгг перестал быть наёмным работником и стал предпринимателем в области здоровья, вначале открыв фирму под названием «Центр здоровья Лос-Анджелеса» на улице № 7 в Лос-Анджелесе, а затем, в 1928 году, — «Центр здоровья Брэгга» на улице Саут-Хилл в Лос-Анджелесе.
Вероятно, для рекламы своего бизнеса он писал еженедельную колонку о здоровье в газете «Лос-Анджелес таймс» в 1926—1928 годах. Предлагаемые услуги по проблемам здоровья писались им в виде статей со скрытой рекламой в авторских колонках.
В 1929 году Пол Брэгг начал проводить турне с лекциями о здоровье (например, в Окленде (Калифорния), а также в Сан-Антонио и Далласе (Техас). Он снимал помещение, основательно рекламировался и затем читал ряд лекций — обычно пять или шесть дней подряд вечером. Его лекции были бесплатными, однако он взимал плату за частные консультации после лекции (около 20 долларов США в 1935 году, согласно показаниям в деле против него в суде Мэриленда).
Также в 1929 году он зарегистрировал авторские права на свою первую книгу о здоровье «Вылечи сам себя».
Так как книжные магазины или книжные отделы в магазинах обычно имелись лишь в более густо населённых районах, то ещё одна цель его лекционных турне, вероятнее всего, заключалась в рекламировании и продаже своих книг.
В течение первого десятилетия жизни в Калифорнии Пол и Нива Брэгг развелись. Согласно переписи населения США в 1930 году Нива уже жила с новым мужем — Августом Бушем и тремя детьми от Пола Брэгга в Лос-Анджелесе. Во флоридском каталоге браков значится брак Пола Брэгга с Бетти Браунли в 1930 году, хотя статус этого брака при её смерти (как полагают, в 1930-е годы) не известен.
В Переписи 1930 года нет сведений о Поле Брэгге, хотя адресные справочники города Бербанк (Калифорния) того времени свидетельствуют о его проживании в этом городе с 1935 по 1954 год и о том, что его предприятие по производству пищи «Живая пища Брэгга» тоже располагалось в то время там.
Впоследствии он перебрался в Дезерт-Хот-Спрингс (Калифорния), а позже, в 1960-е годы, по крайней мере на некоторое время — на Гавайи.

### Смерть
Существует легенда, что он, занимаясь сёрфингом, утонул, когда ему было 95 лет. В распространении этой легенды принял участие первый переводчик книг Брэгга в СССР — Стив Шенкман. В частности, он писал: «Поль Брэгг умер в декабре 1976 года на 96 году. Но умер он отнюдь не от старости. Смерть этого человека — трагический несчастный случай: во время катания на доске у побережья Флориды его накрыла гигантская волна». В действительности же Брэгг умер 7 декабря 1976 года от сердечного приступа в отделении неотложной помощи больницы South Shore в Майами в возрасте 81 года.

## Критика
Уэйд Фрейзир указывает на фальсификацию даты рождения П. Брэггом и на ряд других несоответствий, например, вымышленность истории о его туберкулёзе и лечении в Швейцарии, выходе ртути из его тела в результате лечебного голодания, отсутствие у него сестры, которую он якобы вылечил своим методом от худобы и т. д., делая вывод, что в свете этой информации уместно поставить под вопрос и любой совет П. Брэгга относительно здоровья.

### Издания на русском языке
- Пол Брэгг. Позвоночник. Пер. с англ. — Санкт-Петербург: А. В. К. — Тимошка, 2002. 160 с.
- Пол Брэгг. Чудо голодания. catalog.odnb.odessa.ua. Дата обращения: 20 января 2023.. Пер. с англ. А. А. Грузберга. — Екатеринбург: Литур, 2000. 288 с.
- Пол Брэгг. Книга о здоровой пище. Рецепты и меню. maxima-library.org. Дата обращения: 20 января 2023. Пер. с англ. А. А. Грузберга. — Екатеринбург: Изд- во «Литур», 2000. — 304с.
- Пол Брегг. Что такое голодание. — М.: Астрель, АСТ, 2007. — 160 с. — ISBN 5-271-05130-7.
- Пол Брегг. Лучшие методики оздоровления. — М.: АСТ, Сова, Харвест, 2007. — 224 с. — ISBN 978-985-16-1163-4.
- Пол Брегг. Вода и соль. Шокирующая правда. — М.: Лабиринт-Пресс, 2004. — 224 с. — ISBN 978-5-9287-0776-7.